# Yam (sistema postal)

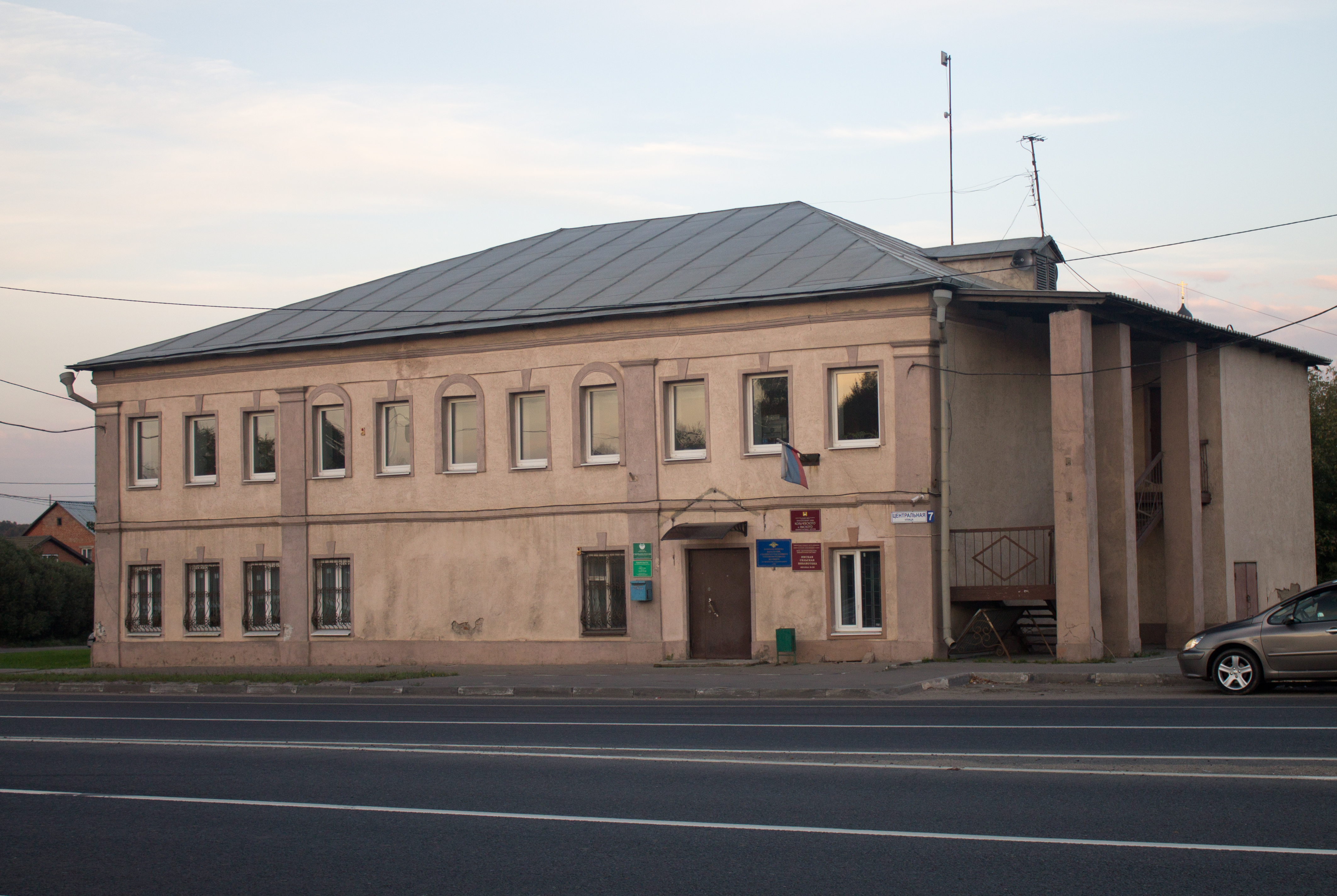
Antiguo edificio de correos en el pueblo de Yam

Yam (en mongol: Өртөө: , Örtöö) fue un sistema postal empleado por Gengis Kan y los grandes kanes y kanes que le sucedieron
Consistía en estaciones para proveer alimento, refugio y caballos de repuesto para los mensajeros del ejército mongol. Gengis Kan prestó especial atención al sistema yam dada la velocidad de los ejércitos mongoles, que demandaba a sus mensajeros ser incluso más rápidos, y cubrir 200–300 km al día. La red sostenía el proceso de recolección de información e inteligencia.
El sistema postal fue preservado en el zarato ruso tras la desintegración de la Horda de Oro.

## Etimología
El nombre yam, luego adoptado en lenguas más occidentales como el ruso, es probablemente un préstamo lingüístico tártaro. La raíz raíz túrquica sería común al mongol zam (carretera o camino). Aun así, en el Imperio mongol, tanto el sistema postal como las estaciones individuales eran llamadas Örtöö (Örtege en mongol clásico).

## Descripción
La red yam operaba mediante una cadena de estaciones de relevos usualmente cada 32 a 64 km. Los mensajeros iban a la estación más próxima y daban la información al siguiente mensajero. De este modo la información y documentos estaban constantemente en movimiento sin necesidad de que los mensajeros descansaran. En cada estación se proporcionaba caballos de repuesto, comida y refugio.
Como una de las herramientas fundamentales para el gobierno del imperio mongol, la operación del sistema yam estaba regulada por la ley escrita yassa. Tanto los mensajeros como los gestores de las estaciones gozaban de privilegios legales. Incluso para personas ajenas a la red, las obligaciones hacia el sistema tenían preferencia sobre otros deberes personales. Esta clase de apoyo era posible por la estricta disciplina en vigor del imperio y el alto nivel de seguridad a menudo descrito como Pax Mongolica.
Al principio el sistema también estuvo disponible para mercaderes sin coste adicional. El abuso de esta opción llevó a que Möngke Kan impusiera tasas al usos comercial de la red.
El servicio fue descrito con gran detalle por viajeros europeos como Giovanni da Pian del Carpine, Willem de Rubruck, Marco Polo y Odorico de Pordenone. Aunque no fue el primer sistema de mensajería en la historia (existieron redes más antiguas en los Imperios persa y romano) fue significativo en extensión y eficiencia.
Cada jinete tenía un paiza, nombre por el que se conocía a una tableta grabada que servía como salvoconducto y autorización imperial para usar la red en nombre del kan.

## Rusia zarista
El sistema fue preservado en la Rusia zarista después de la desintegración de la Horda de Oro como medio de comunicación gubernamental y, más tarde, como sistema postal llamado "mensajería yam". Se financiaba con un impuesto específico sobre poblaciones urbanas y rurales y era controlado por un yamskoy prikaz. El conductor del servicio era llamado yamshchik. Muchas ciudades rusas importantes tuvieron suburbios enteros (slobodas) de yamshchiks o yamskaya sloboda.